# Haneffe

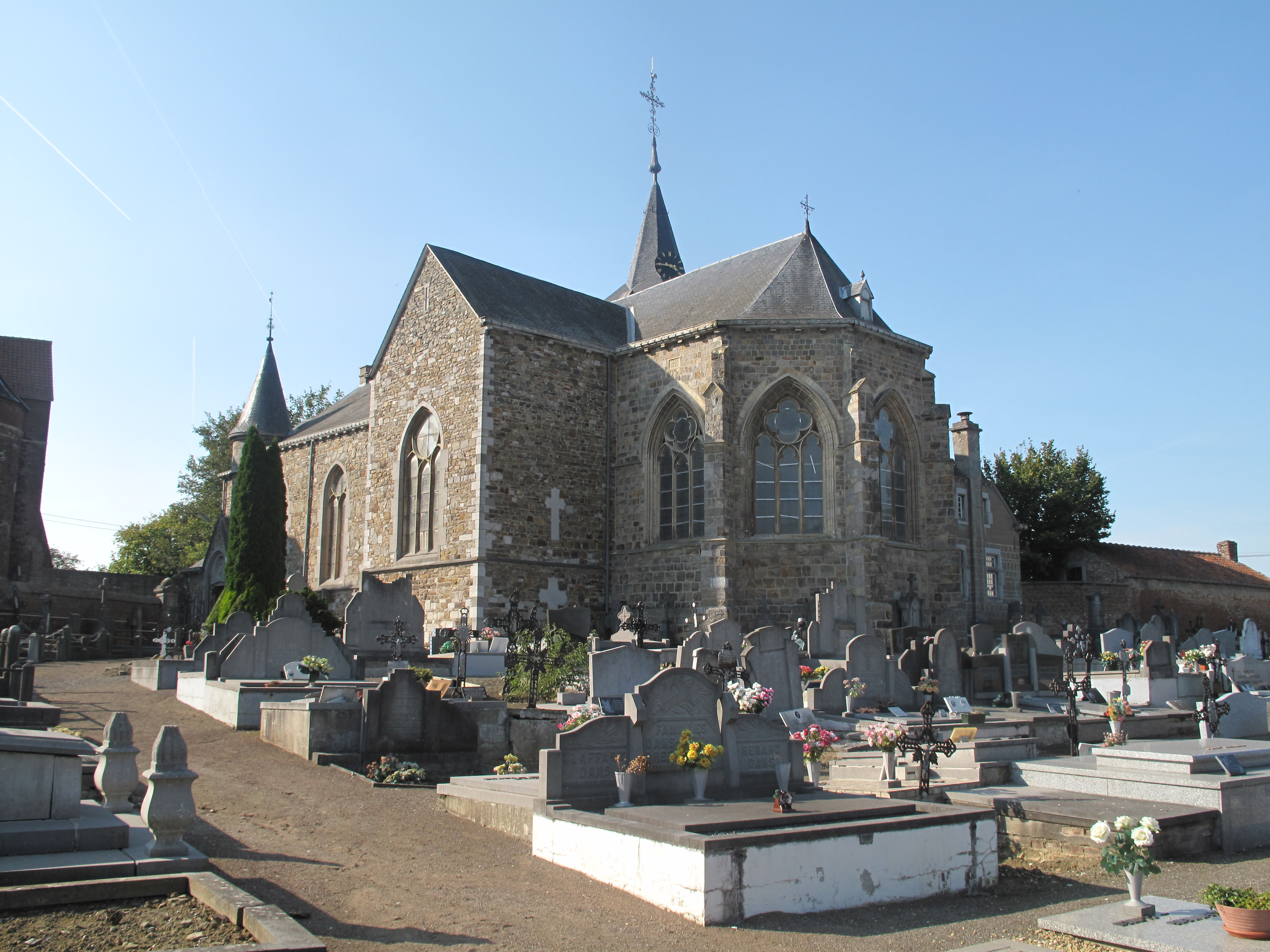
Haneffe, kerk

Haneffe is een plaats en deelgemeente van de Belgische gemeente Donceel.
Haneffe ligt in de provincie Luik. Tot 1 januari 1977 was het een zelfstandige gemeente.

## Erfgoed
- De Sint-Pieterrskerk (Église Saint-Pierre) is grotendeels in neogotische stijl herbouwd in 1895. De toren is 14e-eeuws, mogelijk van 1393.
- De vroegere Commanderie van de Tempeliers, na 1312 kwam het aan de Hospitaalridders van Sint-Jan die in 1797 onteigend werden waarna het in particuliere handen kwam. Hierbij hoort ook een 17e-eeuwse kapel.
- Het Maison-forte van Haneffe, vroeger kasteel, opperhof op een motte, voor het eerst vermeld in 1091. Van het oorspronkelijke bouwwerk blijven enkel nog wat muren, grachten en ronde toren die half in het huidige gebouw is ingewerkt. Het kasteel en de kerk op een verhoogde motte vormden ooit een versterkt complex, beschermd door een grachten en muren, verbonden met het aangrenzende neerhof en de pastorij uit de 18de eeuw. Het neerhof is nu een vierkantshoeve met grotendeels gebouwen uit de 18e eeuw.
- De Ferme Degive, hoeve rond binnenkoer uit de eerste helft van de 18e eeuw. Beschermd als monument.

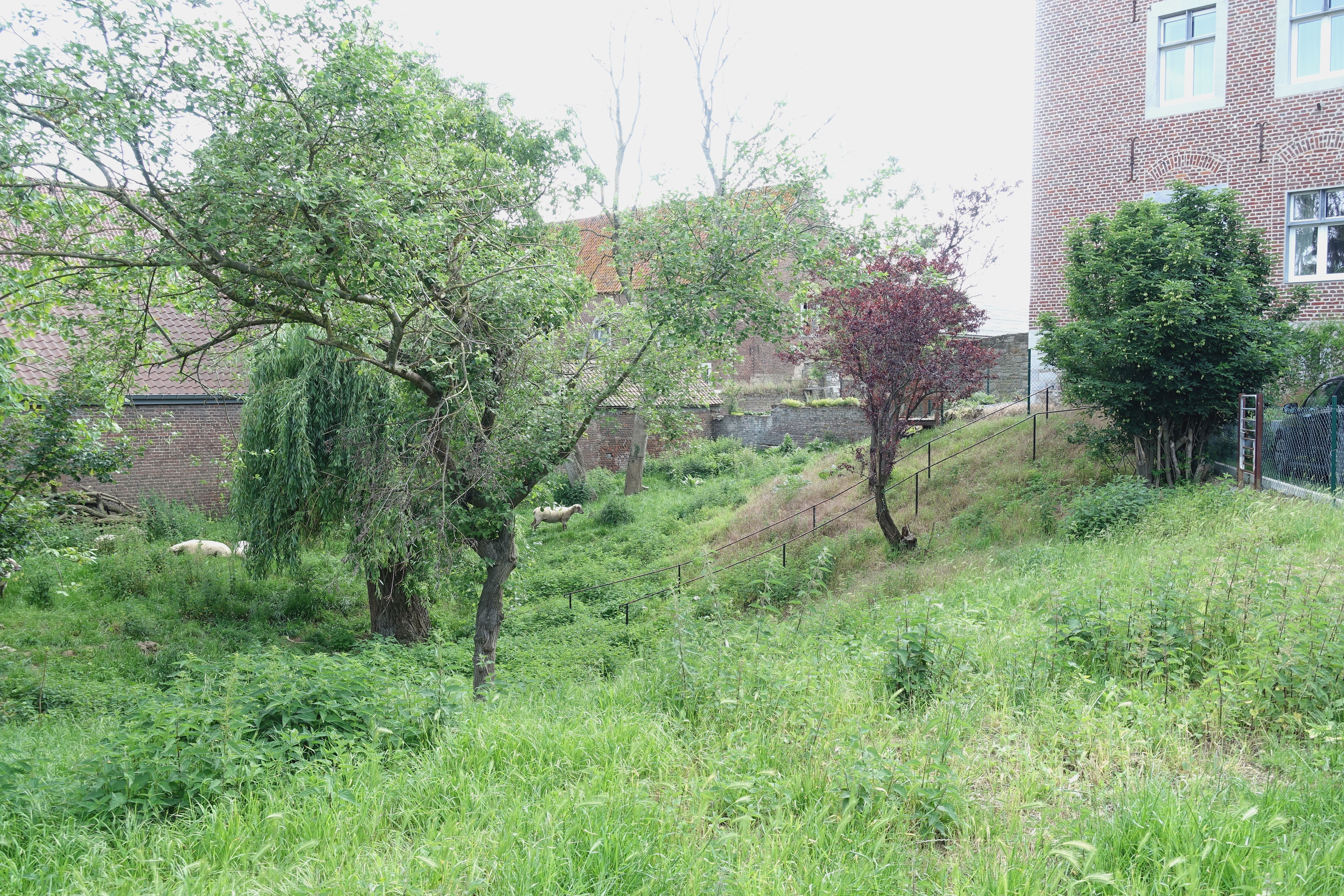
Motte en grachten van de Maison-forte, vroegere versterking
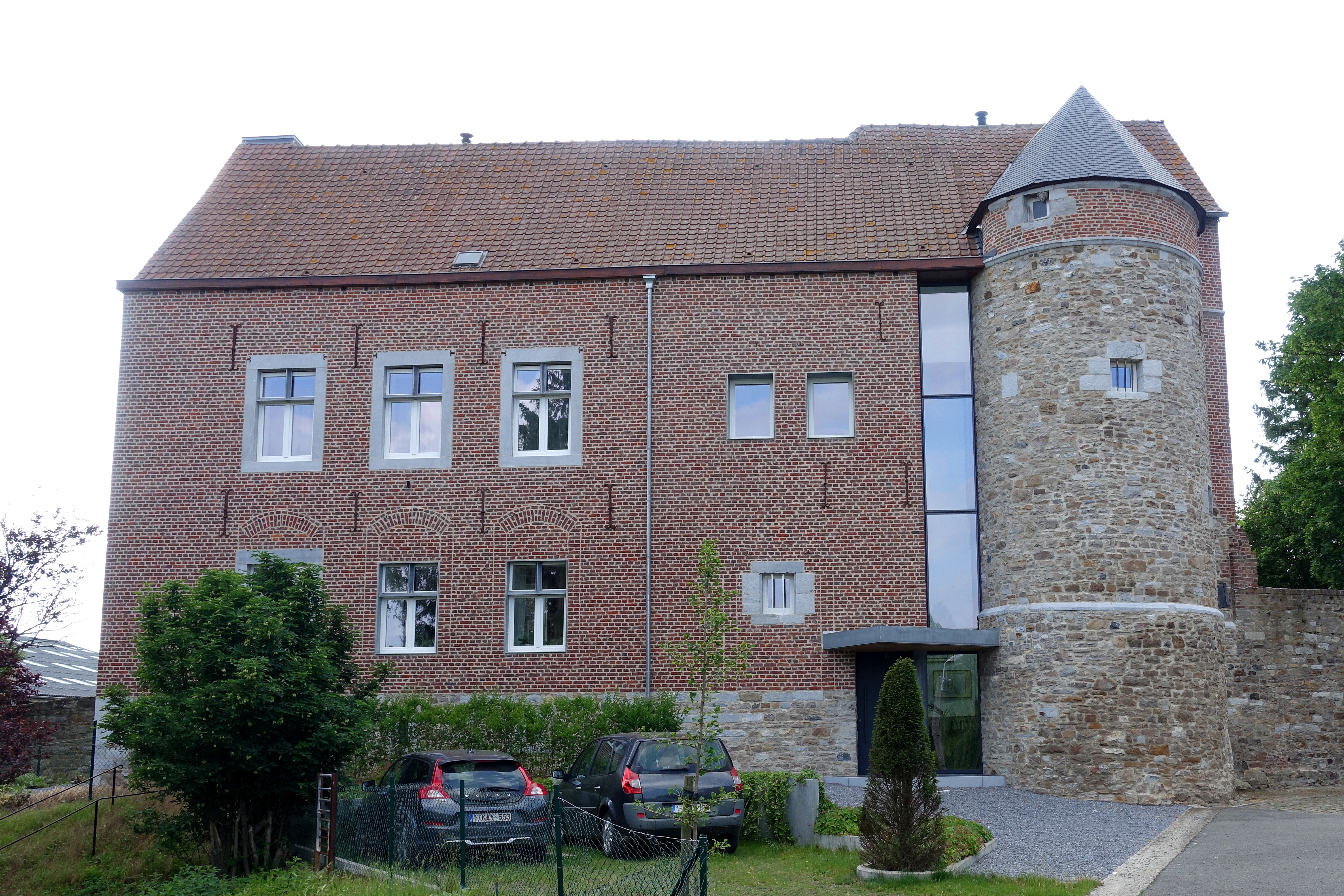
Maison-forte
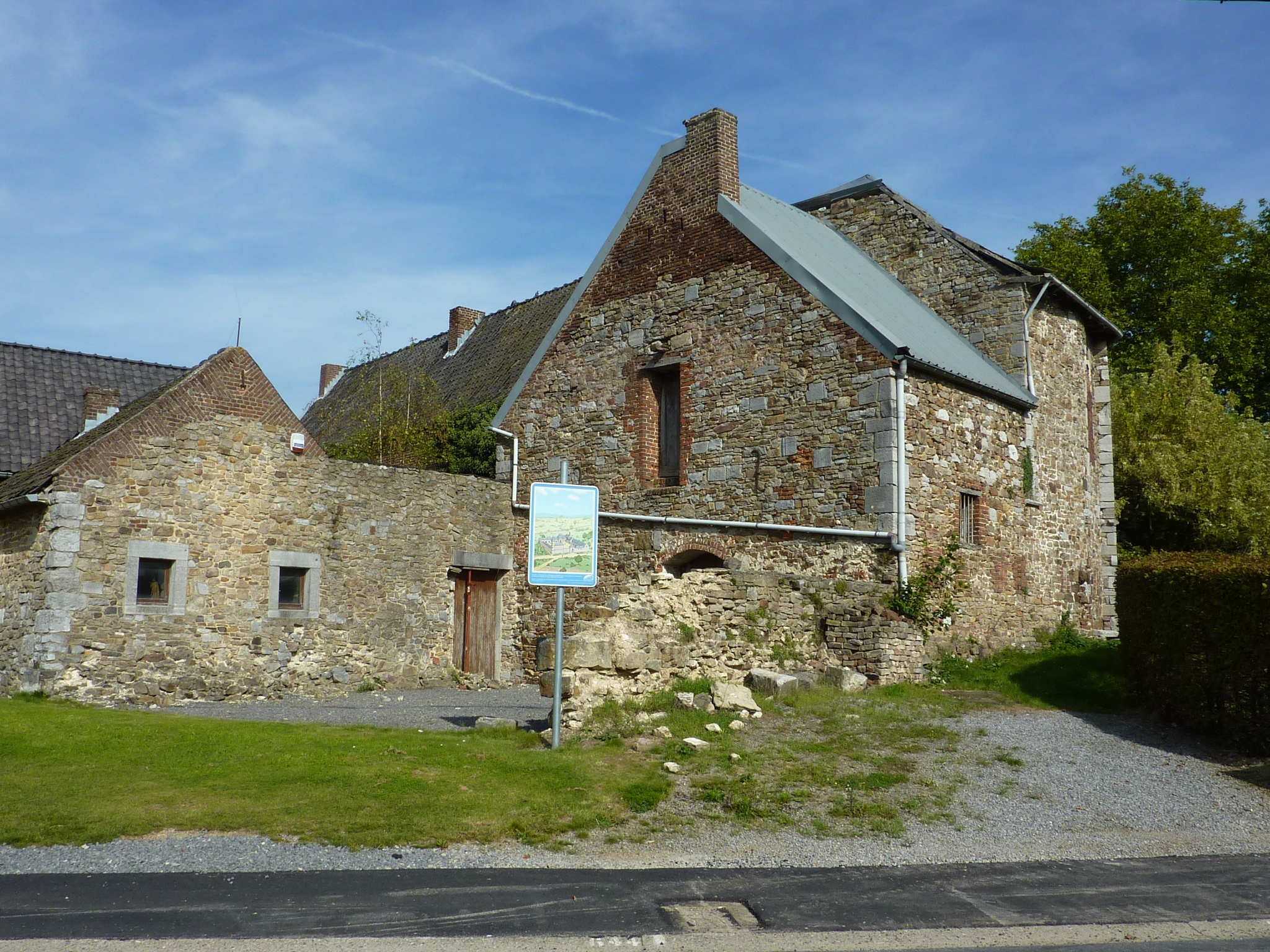
Commanderie van de Tempeliers
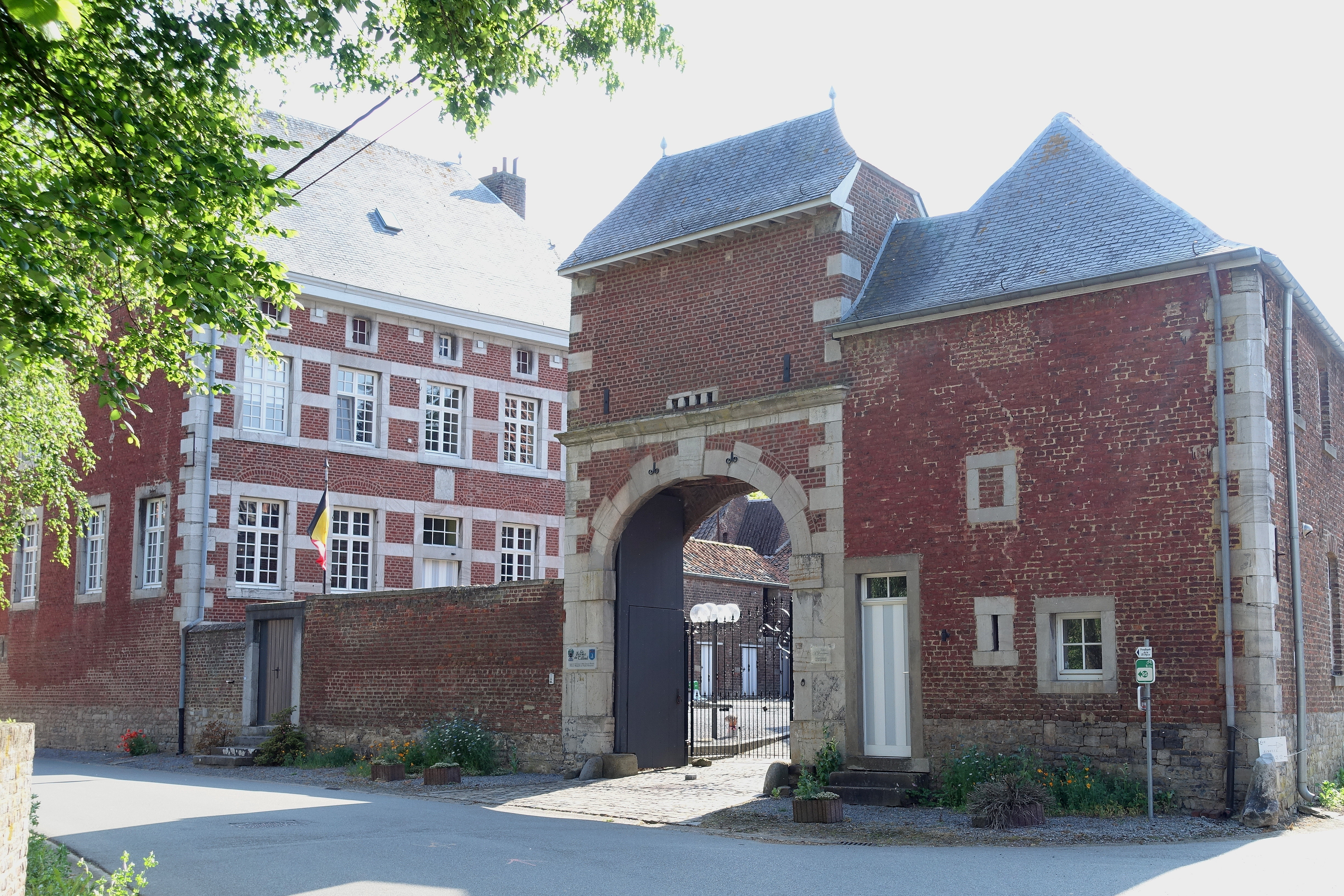
Ferme Digive

## Natuur en landschap
Haneffe ligt aan de Yerne die noordwaarts stroomt. De hoogte aan de kerk bedraagt 150 meter.

## Demografische ontwikkeling
- Bronnen:NIS, Opm:1831 tot en met 1970=volkstellingen, 1976= inwoneraantal op 31 december

## Nabijgelegen kernen
Donceel, Viemme, Seraing-le-Château, Verlaine, Horion, Jeneffe